# Henri Sigfridsson
Henri Sigfridsson (* 1974) ist ein finnischer Pianist.

## Studium
Sigfridsson begann sein musikalisches Studium am Konservatorium in Turku. Anschließend besuchte er die Klasse von Erik T. Tawaststjerna an der Sibelius-Akademie in Helsinki. 1995 wechselte er in die Klasse von Pavel Gililov an der Hochschule für Musik in Köln. Von 1995 bis 1997 studierte er gleichzeitig in der Meisterklasse von Lasar Berman in Weimar. Im Oktober 2011 wurde er zum Professor für Klavier an der Folkwang Universität der Künste in Essen ernannt.

## Konzerte
Sigfridsson arbeitete mit vielen europäischen Sinfonieorchestern zusammen und konzertierte unter namhaften Dirigenten wie Vladimir Ashkenazy, Lawrence Foster oder Dennis Russell Davies. Kammermusik spielt er unter anderem mit Gidon Kremer und Ivri Gitlis und Trio mit Sol Gabetta und Patricia Kopatchinskaja. Obwohl er keine Gesangsausbildung hat, tritt er auch mit Liedgesang auf, wobei er sich selbst begleitet.

## Auszeichnungen
Henri Sigfridsson hat an vielen Wettbewerben erfolgreich teilgenommen. Im Juli 2000 gewann er einen 2. Preis und den Publikumspreis beim Concours Géza Anda in Zürich. 1994 den 1. Preis beim internationalen Franz Liszt-Wettbewerb in Weimar und 1995 den großen skandinavischen Wettbewerb The Nordic Soloist Competition. 2001 erhielt er den Förderpreis des Landes Nordrhein-Westfalen für Musik. 2005 war er Sieger der Beethoven Competition Bonn for Piano.
| Personendaten    | Personendaten      |
| ---------------- | ------------------ |
| NAME             | Sigfridsson, Henri |
| KURZBESCHREIBUNG | finnischer Pianist |
| GEBURTSDATUM     | 1974               |